# Dejlige Finland
|  | Denne artikel er oprettet af botten Steenthbot ud fra en ekstern database. Den kan derfor have sproglige fejl eller mangler. Denne skabelon kan fjernes efter kontrol af indholdet. |

Dejlige Finland er en dansk dokumentarfilm fra 1985 instrueret af Aksel Hald-Christensen.

## Handling
Efteråret 1985 - Turen: Porvoo - Savonlinna - Nurmes - Ämmänsari - Rovaniemi - Tankavaara - Ivalo - Enare med Enaresøen - Pallas-Yllästunturi Nationalpark - Tornio - Oulo - Kaustinen - Lahti - Helsinki.